# USA:s jordbruksminister
USA:s jordbruksminister (engelska: Secretary of Agriculture) är chef över USA:s jordbruksdepartement (Department of Agriculture). Jordbruksministern utses av USA:s president med senatens råd och samtycke (godkännande).
Sedan den 13 februari 2025 är Brooke Rollins USA:s jordbruksminister.

## Bakgrund
Ministerposten inrättades 15 februari 1889. Jordbruksministern ingår av sedvana i presidentens kabinett, samt ingår successionsordningen för presidenten.
Biträdande jordbruksministern (engelska: Deputy Secretary of Agriculture) och flera understatssekreterare som ansvarar för olika politikområden är även dessa utsedda av presidenten med senatens godkännande.

## Lista över USA:s jordbruksministrar genom tiderna
| Nr |  | Jordbruksminister                  | Hemdelstat    | Tillträdde       | Avgick            | Varaktighet         | Parti | Parti          | President(er) |
| -- |  | ---------------------------------- | ------------- | ---------------- | ----------------- | ------------------- | ----- | -------------- | --- |
| 1  |  | Norman Jay Colman (1827–1911)      | Missouri      | 15 februari 1889 | 6 mars 1889       | 0 år och 19 dagar   |       | Demokraterna   | Grover Cleveland (D) |
| 2  |  | Jeremiah McLain Rusk (1830–1893)   | Wisconsin     | 6 mars 1889      | 6 mars 1893       | 4 år och 0 dagar    |       | Republikanerna | Benjamin Harrison (R) |
| 3  |  | Julius Sterling Morton (1832–1902) | Nebraska      | 7 mars 1893      | 5 mars 1897       | 3 år och 363 dagar  |       | Demokraterna   | Grover Cleveland (D) |
| 4  |  | James Wilson (1835–1920)           | Iowa          | 6 mars 1897      | 3 mars 1913       | 15 år och 364 dagar |       | Republikanerna | William McKinley (R) (6 mars 1897 – 14 september 1901) Theodore Roosevelt (R) (14 september 1901 – 4 mars 1909) William Howard Taft (R) (4 mars 1909 – 3 mars 1913) |
| 5  |  | David F. Houston (1866–1940)       | Missouri      | 6 mars 1913      | 2 februari 1920   | 6 år och 333 dagar  |       | Demokraterna   | Woodrow Wilson (D) |
| 6  |  | Edwin Meredith (1876–1928)         | Iowa          | 2 februari 1920  | 4 mars 1921       | 1 år och 30 dagar   |       | Demokraterna   | Woodrow Wilson (D) |
| 7  |  | Henry C. Wallace (1866–1924)       | Iowa          | 5 mars 1921      | 25 oktober 1924   | 3 år och 234 dagar  |       | Republikanerna | Warren G. Harding (R) (5 mars 1921 – 2 augusti 1923) Calvin Coolidge (R) (2 augusti 1923 – 25 oktober 1924)                                                         |
| 8  |  | Howard Gore (1887–1947)            | West Virginia | 22 november 1924 | 4 mars 1925       | 0 år och 102 dagar  |       | Republikanerna | Calvin Coolidge (R) |
| 9  |  | William M. Jardine (1879–1955)     | Kansas        | 5 mars 1925      | 4 mars 1929       | 3 år och 364 dagar  |       | Republikanerna | Calvin Coolidge (R) |
| 10 |  | Arthur Hyde (1877–1947)            | Missouri      | 6 mars 1929      | 4 mars 1933       | 3 år och 363 dagar  |       | Republikanerna | Herbert Hoover (R) |
| 11 |  | Henry A. Wallace (1888–1965)       | Iowa          | 4 mars 1933      | 4 september 1940  | 7 år och 184 dagar  |       | Demokraterna   | Franklin D. Roosevelt (D) |
| 12 |  | Claude Wickard (1893–1967)         | Indiana       | 5 september 1940 | 29 juni 1945      | 4 år och 297 dagar  |       | Demokraterna   | Franklin D. Roosevelt (D) (5 september 1940 – 12 april 1945) Harry S. Truman (D) (12 april 1945 – 29 juni 1945)                                                     |
| 13 |  | Clinton Anderson (1895–1975)       | New Mexico    | 30 juni 1945     | 10 maj 1948       | 2 år och 315 dagar  |       | Demokraterna   | Harry S. Truman (D) |
| 14 |  | Charles Brannan (1903–1992)        | Colorado      | 2 juni 1948      | 20 januari 1953   | 4 år och 232 dagar  |       | Demokraterna   | Harry S. Truman (D) |
| 15 |  | Ezra Taft Benson (1899–1994)       | Idaho         | 21 januari 1953  | 20 januari 1961   | 7 år och 365 dagar  |       | Republikanerna | Dwight D. Eisenhower (R) |
| 16 |  | Orville Freeman (1918–2003)        | Minnesota     | 21 januari 1961  | 20 januari 1969   | 7 år och 365 dagar  |       | Demokraterna   | John F. Kennedy (D) (21 januari 1961 – 22 november 1963) Lyndon B. Johnson (D) (22 november 1963 – 20 januari 1969)                                                 |
| 17 |  | Clifford Hardin (1915–2010)        | Nebraska      | 21 januari 1969  | 17 november 1971  | 2 år och 300 dagar  |       | Republikanerna | Richard Nixon (R) |
| 18 |  | Earl Butz (1909–2008)              | Indiana       | 2 december 1971  | 4 oktober 1976    | 4 år och 307 dagar  |       | Republikanerna | Richard Nixon (R) (2 december 1971 – 9 augusti 1974) Gerald Ford (R) (9 augusti 1974 – 4 oktober 1976)                                                              |
| 19 |  | John Knebel (född 1936)            | Oklahoma      | 4 november 1976  | 20 januari 1977   | 0 år och 77 dagar   |       | Republikanerna | Gerald Ford (R) |
| 20 |  | Robert Bergland (född 1928)        | Minnesota     | 23 januari 1977  | 20 januari 1981   | 3 år och 363 dagar  |       | Demokraterna   | Jimmy Carter (D) |
| 21 |  | John R. Block (född 1935)          | Illinois      | 23 januari 1981  | 14 februari 1986  | 5 år och 22 dagar   |       | Republikanerna | Ronald Reagan (R) |
| 22 |  | Richard Edmund Lyng (1918–2003)    | Kalifornien   | 7 mars 1986      | 21 januari 1989   | 2 år och 320 dagar  |       | Republikanerna | Ronald Reagan (R) |
| 23 |  | Clayton Yeutter (född 1930)        | Nebraska      | 16 februari 1989 | 1 mars 1991       | 2 år och 13 dagar   |       | Republikanerna | George H.W. Bush (R) |
| 24 |  | Edward Madigan (1936–1994)         | Illinois      | 8 mars 1991      | 20 januari 1993   | 1 år och 318 dagar  |       | Republikanerna | George H.W. Bush (R) |
| 25 |  | Mike Espy (född 1953)              | Mississippi   | 22 januari 1993  | 31 december 1994  | 1 år och 343 dagar  |       | Demokraterna   | Bill Clinton (D) |
| 26 |  | Dan Glickman (född 1944)           | Kansas        | 30 mars 1995     | 19 januari 2001   | 5 år och 295 dagar  |       | Demokraterna   | Bill Clinton (D) |
| 27 |  | Ann Veneman (född 1949)            | Kalifornien   | 20 januari 2001  | 20 januari 2005   | 4 år och 0 dagar    |       | Republikanerna | George W. Bush (R) |
| 28 |  | Mike Johanns (född 1950)           | Nebraska      | 21 januari 2005  | 20 september 2007 | 2 år och 242 dagar  |       | Republikanerna | George W. Bush (R) |
| 29 |  | Edward T. Schafer (född 1946)      | Norddakota    | 28 januari 2008  | 20 januari 2009   | 0 år och 358 dagar  |       | Republikanerna | George W. Bush (R) |
| 30 |  | Tom Vilsack (född 1950)            | Iowa          | 20 januari 2009  | 13 januari 2017   | 7 år och 359 dagar  |       | Demokraterna   | Barack Obama (D) |
| 31 |  | Sonny Perdue (född 1946)           | Georgia       | 25 april 2017    | 20 januari 2021   | 3 år och 270 dagar  |       | Republikanerna | Donald J. Trump (R) |
| 32 |  | Tom Vilsack (född 1950)            | Iowa          | 24 februari 2021 | 20 januari 2025   | 3 år och 331 dagar  |       | Demokraterna   | Joe Biden (D) |
| 33 |  | Brooke Rollins (född 1972)         | Texas         | 13 februari 2025 | nuvarande         | 0 år och 60 dagar   |       | Republikanerna | Donald J. Trump (R) |